# Bethmann

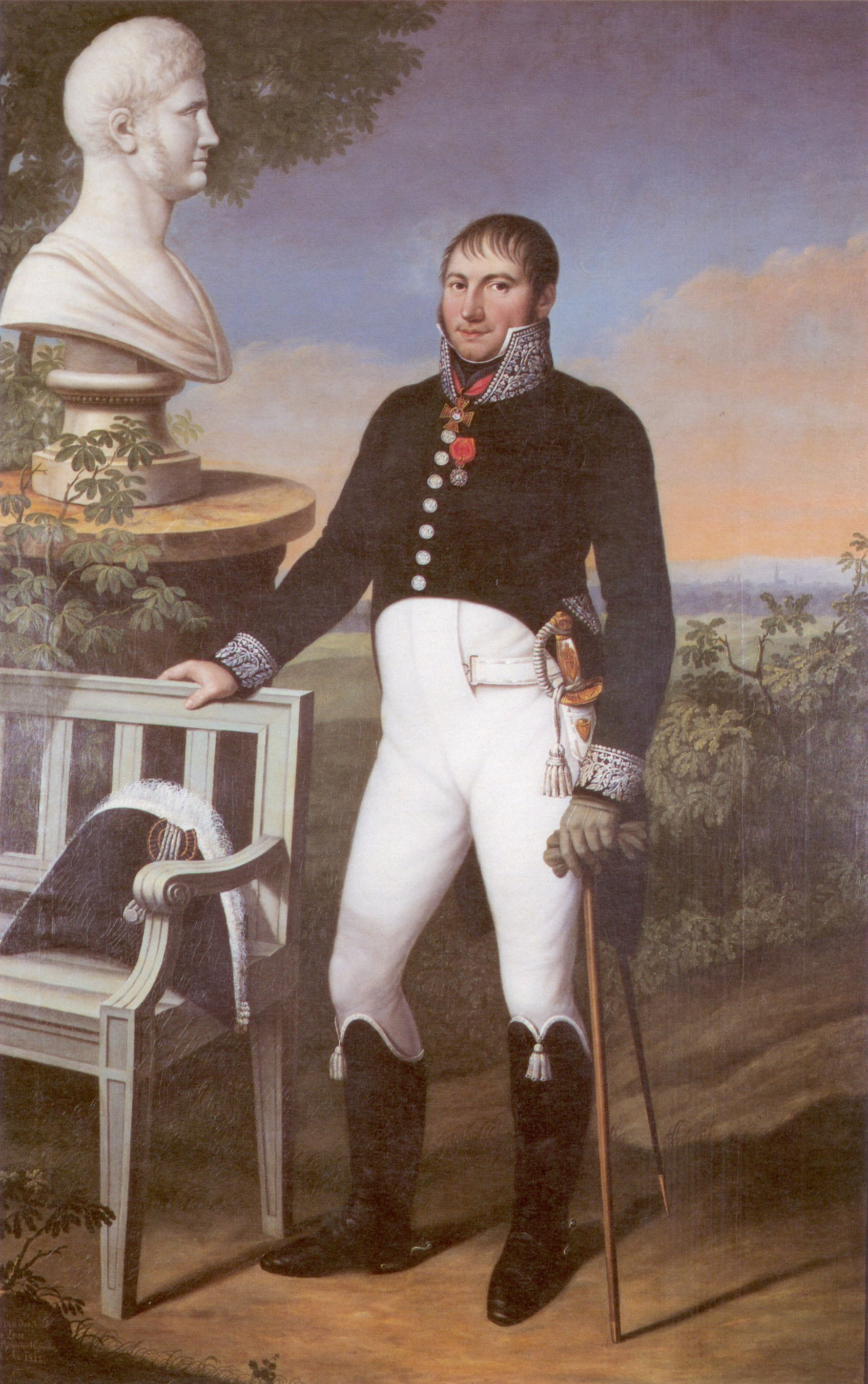
Ritratto di Simon Moritz von Bethmann

La famiglia Bethmann è una famiglia di banchieri tedeschi, residenti dal secolo XVIII a Francoforte sul Meno. Le sue generazioni hanno mantenuto l'attività di banchieri fino al 1976, anno di vendita della banca Bethmann. 
Molto attivi nel XIX secolo come finanziatori di imprese industriali, soprattutto di linee ferroviarie in molte regioni europee, negli anni 1850 la banca di loro proprietà (Gebrüder Bethmann) finanziò, tra l'altro, la costruzione di alcune tra le prime reti ferroviarie dell'Italia centrale, ed a fine secolo furono tra i cofinanziatori della costruzione della torre Eiffel.
Il membro della famiglia più conosciuto fu Simon Moritz von Bethmann (1768–1826): banchiere, politico e diplomatico. La sorella Susanne Elisabeth fu la nonna di Theobald von Bethmann-Hollweg, cancelliere del Reich dal 1909 al 1917.

## IBethmännchen
Un dolce natalizio tipico di Francoforte sul Meno prende il nome dalla famiglia Bethmann: i Bethmännchen (che letteralmente significa piccoli Bethmann). Leggenda vuole infatti che il dolce sia stato inventato nel 1838 dal cuoco della famiglia Bethmann, in onore dei quattro figli di Simon Moritz von Bethmann. Quando uno di essi morì, il dolce, che inizialmente era decorato da quattro mezze mandorle, ne perse una, assumendo l'aspetto che ha tuttora.. 
In realtà risulta che la ricetta sia più antica, e l'origine del dolce è sconosciuta, anche se è probabile derivi da un altro biscotto diffuso a Francoforte, i Brenten.